# Serge Doubrovsky
Julien Serge Doubrovsky (IX Distrito de París, 22 de mayo de 1928-23 de marzo de 2017) fue un escritor, crítico literario y profesor de literatura francesa. Su obra se compone a la vez de ensayos críticos y de novelas autobiográficas que califica él mismo de autoficciones, de cuyo término es el creador (Hijos, 1977).

## Biografía

### Infancia
Serge Doubrovsky era hijo de Israel Doubrovsky, modisto, y su madre secretaria. En 1943, durante la Segunda Guerra Mundial, Serge Doubrovsky escapa a la deportación gracias a un gendarme del Vésinet que previno a su familia. Partió a refugiarse donde una tía, en Villiers, donde estuvo escondido diez meses.

### Carrera
Obtuvo el primer premio del concurso general de filosofía, como alumno del ENS. Serge Doubrovsky fue titular de una agregación de inglés, doctor en letras y Caballero de la Orden de las Palmas Académicas. Fue profesor de literatura francesa, enseñando sobre todo en las Universidades de Nueva York, Harvard, Smith College y en la Brandeis.

### Vida literaria
En 1977, publicó Hijos, primera obra calificada como autoficción por su autor: «¿Autobiografía? No, es un privilegio reservado a los importantes de este mundo, en el atardecer de sus vida, y en un hermoso estilo. Es una ficción de acontecimientos y hechos estrictamente reales; si se quiere, autoficción, de haber confiado el lenguaje de una aventura a la aventura del lenguaje, fuera de sensatez y fuera de la sintaxis de la novela tradicional o nueva».
Recibió el premio Médicis 1989 por El Libro roto, el Prix de l'écrit intime por Laissé pour conte en 1989 y el gran premio de literatura de la SGDL por Un homme de passage en 2011.
En 1997, una viva polémica lo opuso a su primo Marc Weitzmann, cuando este publicó su novela Caos, que pone en escena a Serge Doubrovsky.
En diciembre de 2000, fue promovido a comendador de la orden de los Artes y de las Letras.
En 2012, la Universidad de Nueva York le otorga la medalla de honor del Center for French Civilization and Culture.

## Premios y distinciones
- Premio Médicis por El Libro roto (1989)
- Premio del escrito íntimo para Dejado para cuento (1999)
- Commandeur de los Artes y de las Cartas (2000)
- Gran premio de literatura de la SGDL para Un hombre de pasaje (2011)
- Medal of Honor of the Center for French Civilization and Cultura (Nueva York University, 2012)
- Chevalier de los Palmes académicos[1]

## Obra

### Novelas
- El Día S, Mercurio de Francia, 1963.
- La Dispersión, Mercurio de Francia, 1969.
- Hijos, Galileo, 1977.
- Un amor de sí, novela, Hachette, 1982.
- La Vida el Instante, Balland, 1984.
- El Libro roto, Grasset, 1989.
- El Después-vivir, Grasset, 1994.
- Dejado para cuento, Grasset, 1999.
- Un hombre de pasaje, Grasset, 2011.
- El Monstruo, Grasset, 2014.

### Ensayos
- Corneille y la dialectique del héroe, Gallimard, 1964.
- Porqué la noticia crítica : crítico y objetividad, Mercurio de Francia, 1966.
- El Lugar de la madeleine : escritura y fantasma en Proust, Mercurio de Francia, 1974.
- #Recorrido #Crítico, Galileo, 1980.
- Autobiographiques. De Corneille a Sartre, PUF, 1988.
- #Recorrido #Crítico 2, ELLUG, 2006.

### Colectivas
- La Enseñanza de la literatura, con Tzvetan Todorov, Plon, 1971.
- Eugène Ionesco, colectivo, Comedia Francesa, 1966.
- Los Caminos actuales de la crítica, colectivo, Unión general de ediciones, 1968.
- Proust y el texto productor, colectivo, Universidad de Guelph, 1980.
- Estudios proustiennes VI, colectivo, Cuadernos Marcel Proust, 1995.

## Sobre Serge Doubrovsky

### Estudios y ensayos
- Mélikah Abdelmoumen, La Escuela de las lectoras. Doubrovsky y la dialectique del escritor, Prensas universitarias de Lyon, 2011.
- Régine Battiston y Philippe Weigel (dir.) En torno a Serge Doubrovsky, Orizons, 2010.
- Isabelle Grell (dir.) Dalhousie French Studies, n° 91 especial Serge Doubrovsky, estado 2010.
- Marie-Francia Lamoine-Franco, La experiencia romanesque de Serge Droubrovsky, Prensas universitarias del Septentrion, 2000.
- Patrick Saveau, Serge Doubrovsky o la escritura de una survie, ediciones Universitarias de Dijon, 2011.